# Staurochilus ionosmus
Staurochilus ionosmus är en orkidéart som först beskrevs av John Lindley, och fick sitt nu gällande namn av Rudolf Schlechter. Staurochilus ionosmus ingår i släktet Staurochilus och familjen orkidéer.
Artens utbredningsområde är Filippinerna. Inga underarter finns listade i Catalogue of Life.